# Phison
Phison Electronics Corporation — тайваньская компания, разработчик микросхем, в первую очередь, контроллеров флеш-памяти и твердотельных накопителей. Входит в консорциум Open NAND Flash Interface. Крупнейшим акционером является японская корпорация Kioxia (9,6 %).

## История
Компанию основал в ноябре 2000 года Пуа Хейнсен с 4 партнёрами. Первым продуктом стал кардридер 5-в-1. В 2002 году компания разработала первый в мире контроллер для USB-флеш-накопителя на одном чипе. В 2004 году компания стала публичной, проведя IPO на Тайваньской фондовой бирже.
В 2011 году выручка компании достигла 1 млрд долларов, за год было продано 556 млн контроллеров NAND-памяти. В 2020 году был открыт научно-исследовательский центр в Брумфилде (Колорадо).
В 2019 году был представлен микроконтроллер PS5018-E18 NVMe SSD, позволяющий считывать и записывать информацию на SSD-накопителях со скоростью до 7000МБ/с; также он поддерживает объём памяти до 8 ТБ. В январе 2022 года был представлен чип E26, поддерживающий скорости чтения и записи SSD-накопителей более 10 ГБ/с.
В апреле 2022 года было создано техническое партнёрство с Seagate по производству и продаже SSD-накопителей для дата-центров

## Деятельность
Основным направлением деятельности компании является разработка микроконтроллеров для твердотельных накопителей (SSD). Выручка за 2024 год составила 59 млрд тайваньских долларов ($1,8 млрд), основными регионами по доле в выручке были Азия (78 %) и Америка (19 %).

## Критика
В 2014 году была установлена подверженность микроконтроллеров Phison хакерским атакам класса BadUSB; был опубликован исходный код прошивки и патчей для контроллера Phison 2251-03, включая атаку имитацией клавиатуры, атаку на пароль накопителя и скрытие раздела накопителя.
В 2019 году биржевой регулятор Тайваня Securities and Futures Investors Protection Center подал против компании иск в связи с фальсификацией финансовой отчётности. В феврале 2022 года иск был отклонён благодаря сотрудничеству руководства со следствием. Тем не менее, Пуа Хейнсен в ноябре 2021 года подал в отставку с поста председателя совета директоров, оставшись генеральным директором.